# ダグウェイ羊事件
ダグウェイ羊事件(Dugway sheep incident)あるいはスカルバレーの羊殺し(Skull Valley sheep kill)とは、1968年に起こった羊の大量死事件である。当時、現場から程近いアメリカ陸軍の実験施設「ダグウェイ性能試験場」では化学兵器および生物兵器に関する実験が行われており、事件との関連が指摘された。

## 背景
アメリカ合衆国ユタ州にあるダグウェイ性能試験場は1941年に設立されて以来、一貫して秘密施設として扱われてきた。後に明らかになったところでは、神経ガスの空中散布に関する試験などが行われていたという。また科学雑誌『ニュー・サイエンティスト』によれば、アメリカ陸軍は化学兵器の放棄を宣言した後も1998年頃までのおよそ30年以上にわたりダグウェイ性能試験場にて少量ながら炭疽菌の製造を行なっていたとされる。羊の大量死が起こった期間、ダグウェイ性能試験場では少なくとも1100件以上の化学兵器に関する試験が行われ、合計500,000 lb (230,000 kg)の神経ガスが試験場内に空中散布された。ダグウェイ性能試験場ではその他の大量破壊兵器に関する試験も盛んに行われており、328件の野外化学兵器試験、74件の「汚い爆弾」試験、さらに航空原子炉の炉心溶融を想定した核物質の野外散布試験も8件行われている。

## 事件
事件の数日前から、ダグウェイ性能試験場では次の3つの実験が計画されており、1968年3月13日に一斉に実行された。
- 化学兵器を詰めた砲弾の発射試験
- 神経ガス600Lの焼却
- スカルバレーから43km西の区画に対する神経ガス空中散布

この内、特に3つ目の空中散布実験が羊の大量死に関係していると指摘される。
事件記録によれば、ダグウェイ羊事件は1968年3月17日午前12時30分の電話から始まった。ユタ大学生態学部長でダグウェイ性能試験場に疫学顧問として雇用されていたボーデ博士(Dr. Bode)は、ダグウェイ性能試験場生態学・疫学科主任のキース・スマート(Keith Smart)に対し、スカルバレー地区にて羊3000頭が大量死した事を電話で報告した。この情報自体は、スカルバレーの畜産会社の社長からボーデに報告されたものだった。それから数日間かけて行われた調査では、ダグウェイ性能試験場からおよそ43km離れた牧場の中で6000頭から6400頭の羊が死亡していた事が確認された。また当初の調査において、ダグウェイ性能試験場安全管理室は羊の死亡数を3848頭と報告した。

## 考えられる原因
事件後まもなく発表された各種文書では、羊の大量死の前日に行われていた各種実験を原因と指摘するものが多かった。1968年3月13日に遂行された神経ガス空中散布実験では、VXガス(ヴィーエックス・ガス、VX、O-エチル-S-（2-ジイソプロピルアミノエチル）メチルホスホノチオラート)の散布機を搭載したF-4ファントム戦闘機がダグウェイ性能試験場上空を飛行した。このF-4戦闘機の散布機に少量のVXガスが残留しており、試験後そのままスカルバレー上空を飛行したことで羊の群れにガスが降り注いだと主張している文書もある。
あるいはダグウェイ性能試験場から実験用の化学兵器・生物兵器が流出していたと主張するものもある。大量死の前日、陸軍は化学兵器・生物兵器の試験を許可していた。また、その後陸軍は散布機を搭載した航空機が想定よりも高高度まで上昇した為、試験中に散布機が故障した事をほのめかしていた。さらに羊の死骸から少量のVXガスが検出されたという報告もあった。
これら初期の推測を否定する主張もある。それらの主張は、後の調査で明らかになった羊の症状が神経ガス吸引時のそれと異なる点を根拠としている。事件直後にまだ生き残っていた羊の多くは、動かず地面に横たわっていた。餌は食べなかったものの、呼吸は正常で、内出血の兆候が見られたという。これらの兆候は神経ガス吸引時の症状とは異なっていた。さらに周囲の他の動植物（人間を含む）には神経ガスの影響が一切見られなかったという。
アメリカ陸軍は実験と神経ガスの関係を認めなかったが、最終的に死亡した4372頭の羊及び売り物にならなくなり屠畜せざるを得なかった1877頭の羊の補償金として376685ドル（当時の市場価格の2倍にあたる）を羊の所有者に支払った。

## 事件後の影響
この事件はアメリカの年次防衛政策、特に陸軍に関するものに対して大きな影響を及ぼした。この事件は国際的にも非難を受け、1969年7月には米軍統治下の沖縄でも貯蔵されていた神経ガスの流出事故がウォールストリートジャーナルによってスクープされた。同年にはリチャード・ニクソン大統領が化学兵器の野外実験の全面的な禁止を宣言することになる。
またベトナム戦争中から戦後にかけて、この事件をきっかけにアメリカ陸軍化学隊に対する国民の関心が高まった。最終的に化学隊は大幅な縮小を余儀なくされ、ほとんど解散状態にまで追い込まれる事になる。
陸軍および州・連邦政府の関係諸機関は事件に関する各種報告書を編纂し、そのうちいくつかは後に「研究資料」として再分類された。そのうち、事件後およそ30年間機密扱いにされていたある報告書は、陸軍がVXガスにより羊を殺した事を「最初に認めた文書」と呼ばれていた。1998年、ジム・ウルフはソルトレーク・トリビューン紙上でこの報告書の内容を報じた。この報告書では、神経ガスが羊を殺した事を証拠と共に証明した上で「議論の余地はない」と締めくくっていた。
報告書はまた、「元々のVXガスの貯蔵量は羊を殺すに十分な量だった」とも記している。なお、これらの報告書の存在が露呈した後も、陸軍は事件の責任を受け入れず、また過失を認めようとしなかった。1997年末、報告書公開の前年、アメリカ国防総省は当該の報告書について「公開しないのは、それが特に意義深い内容ではないからである」という立場を表明した。デサレット・ニュースの特派員リー・ダビッドソンは1994年6月、死んだ羊の持ち主だったレイ・ペックとその家族が事件後何年間も神経系の病気に苦しめられている事を報じ、それらの症状は低レベルのVXガスにより引き起こされるものと類似していると指摘している。また、この記事に関係した調査の中で、事件当時陸軍が行なった医学的検査では異常が見られないと記録されていたが、実際にはペックらがVXガスに対する低レベルの暴露に基づく兆候を示していたとも指摘している。